# SLC38A6
SLC38A6 (англ. Solute carrier family 38 member 6) – білок, який кодується однойменним геном, розташованим у людей на 14-й хромосомі. Довжина поліпептидного ланцюга білка становить 456 амінокислот, а молекулярна маса — 50 929.
| 10         |  | 20         |  | 30         |  | 40         |  | 50         |
| ---------- |  | ---------- |  | ---------- |  | ---------- |  | ---------- |
| MEASWGSFNA |  | ERGWYVSVQQ |  | PEEAEAEELS |  | PLLSNELHRQ |  | RSPGVSFGLS |
| VFNLMNAIMG |  | SGILGLAYVL |  | ANTGVFGFSF |  | LLLTVALLAS |  | YSVHLLLSMC |
| IQTAVTSYED |  | LGLFAFGLPG |  | KLVVAGTIII |  | QNIGAMSSYL |  | LIIKTELPAA |
| IAEFLTGDYS |  | RYWYLDGQTL |  | LIIICVGIVF |  | PLALLPKIGF |  | LGYTSSLSFF |
| FMMFFALVVI |  | IKKWSIPCPL |  | TLNYVEKGFQ |  | ISNVTDDCKP |  | KLFHFSKESA |
| YALPTMAFSF |  | LCHTSILPIY |  | CELQSPSKKR |  | MQNVTNTAIA |  | LSFLIYFISA |
| LFGYLTFYDK |  | VESELLKGYS |  | KYLSHDVVVM |  | TVKLCILFAV |  | LLTVPLIHFP |
| ARKAVTMMFF |  | SNFPFSWIRH |  | FLITLALNII |  | IVLLAIYVPD |  | IRNVFGVVGA |
| STSTCLIFIF |  | PGLFYLKLSR |  | EDFLSWKKLG |  | AFVLLIFGIL |  | VGNFSLALII |
| FDWINK     |  |            |  |            |  |            |  |            |

A: Аланін

C: Цистеїн

D: Аспарагінова кислота

E: Глутамінова кислота

F: Фенілаланін

G: Гліцин

H: Гістидин

I: Ізолейцин

K: Лізин

L: Лейцин

M: Метіонін

N: Аспарагін

P: Пролін

Q: Глутамін

R: Аргінін

S: Серин

T: Треонін

V: Валін

W: Триптофан

Кодований геном білок за функцією належить до фосфопротеїнів. 
Задіяний у таких біологічних процесах, як транспорт іонів, транспорт, транспорт натрію, транспорт амінокислот, ацетилювання, альтернативний сплайсинг. 
Білок має сайт для зв'язування з іоном натрію. 
Локалізований у клітинній мембрані, мембрані.